# ビジェネ
ビジェネ (Bigene) はギニアビサウ北部の町。カシェウ州ビジェネ区に位置し、ビジェネ区の首府である。